# Dieunomia heteropoda
Dieunomia heteropoda är en biart som först beskrevs av Thomas Say 1824.  Dieunomia heteropoda ingår i släktet Dieunomia och familjen vägbin.

## Underarter
Arten delas in i följande underarter:
- D. h. heteropoda
- D. h. kirbii

## Bildgalleri

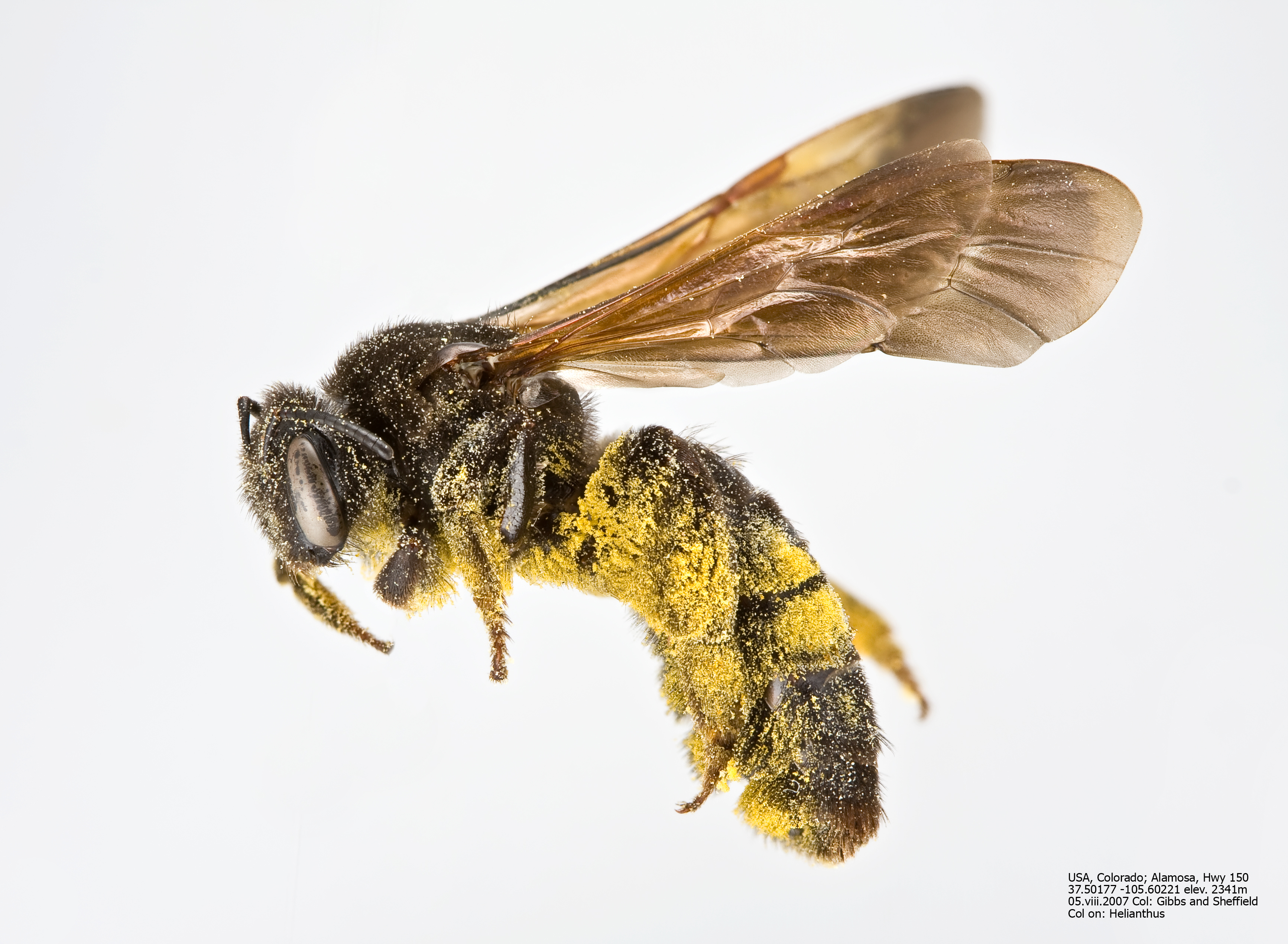
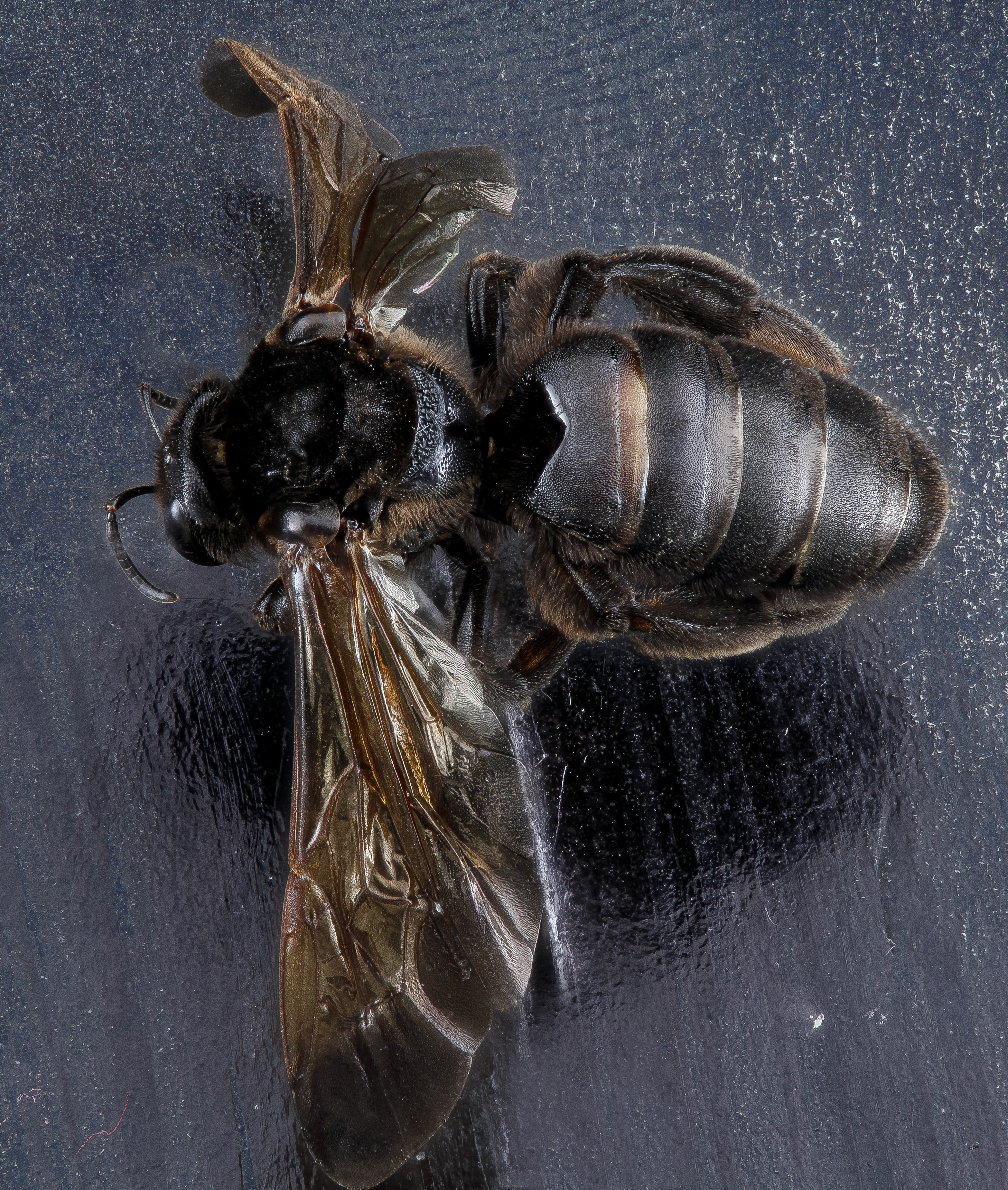
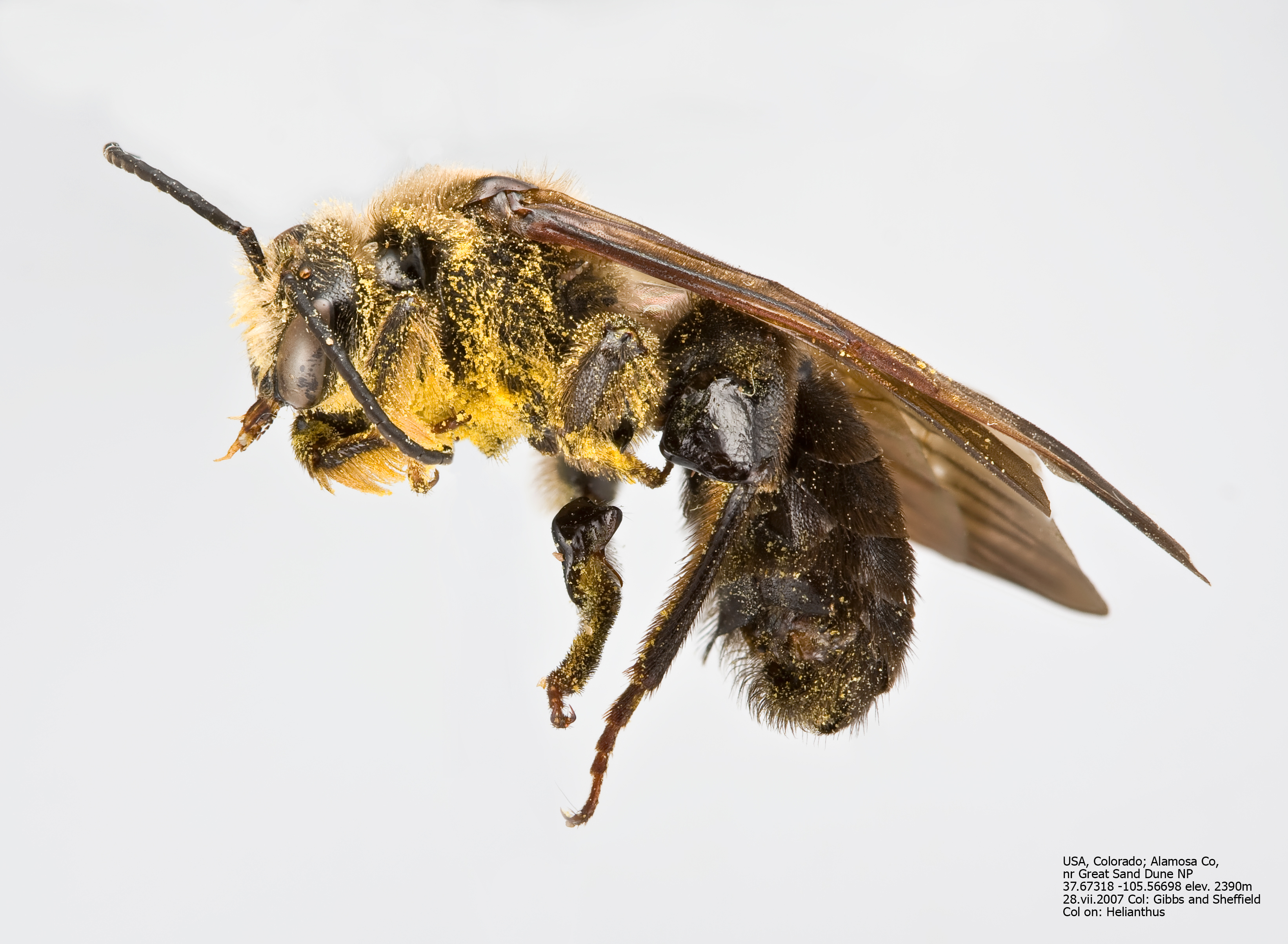
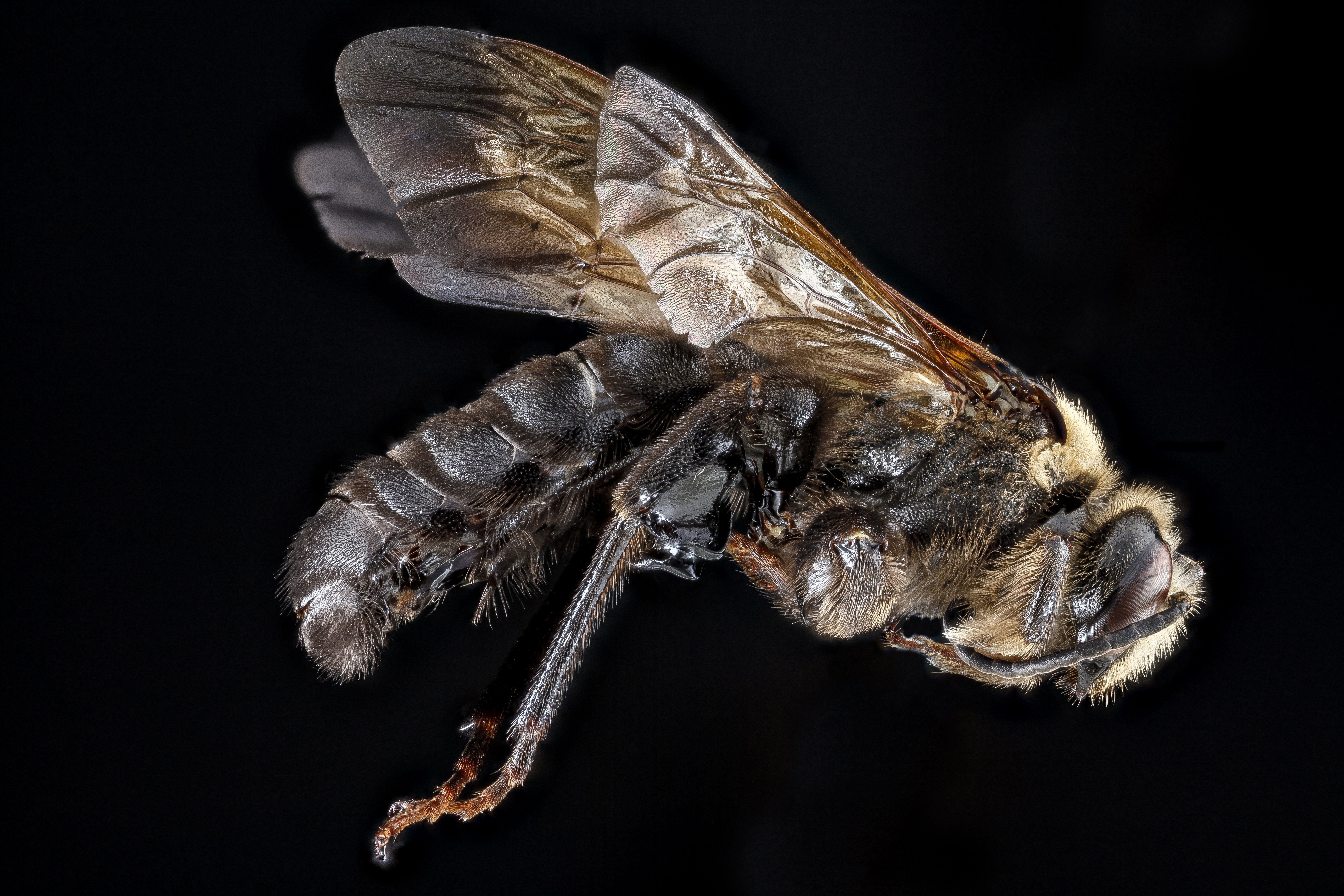
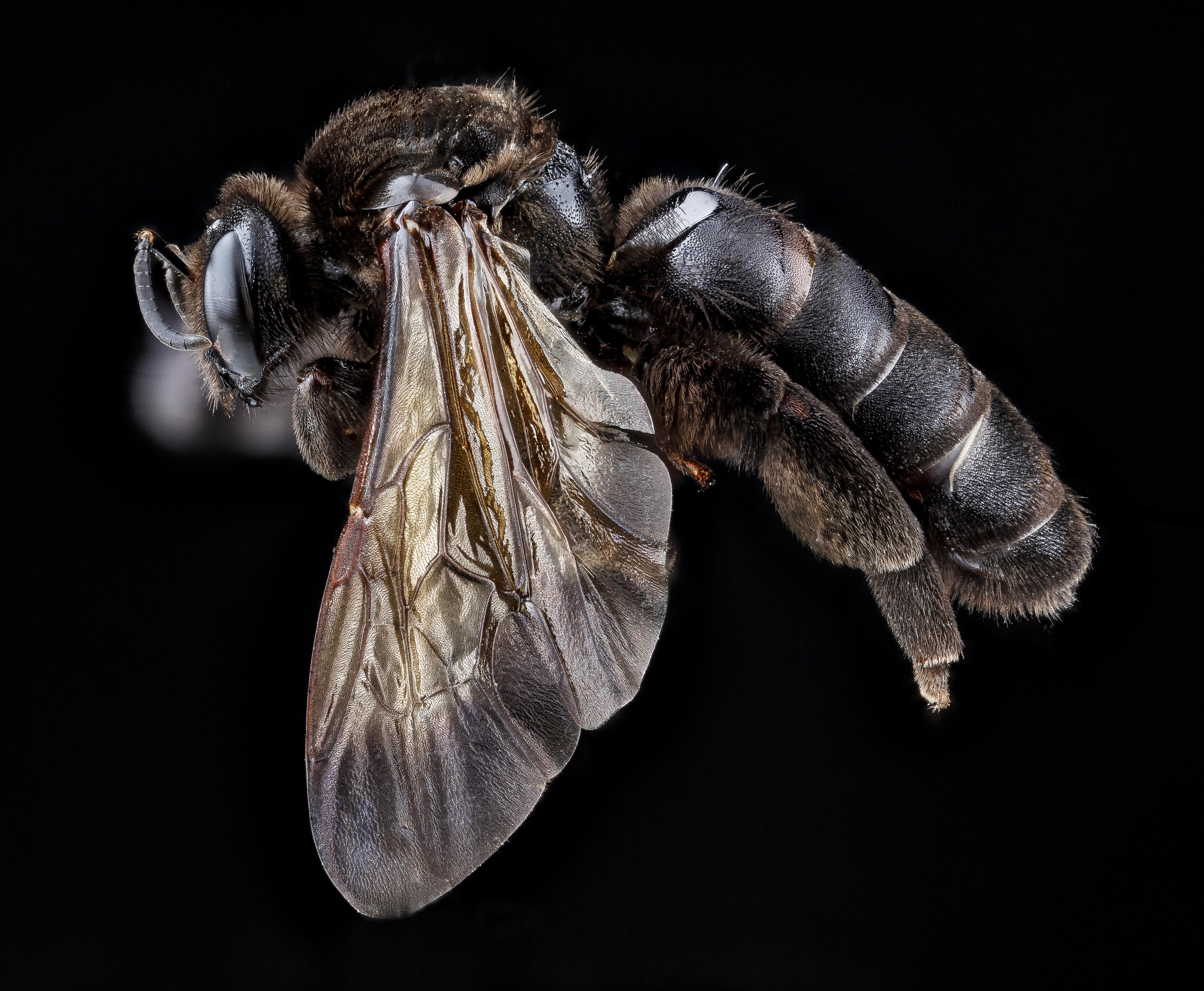
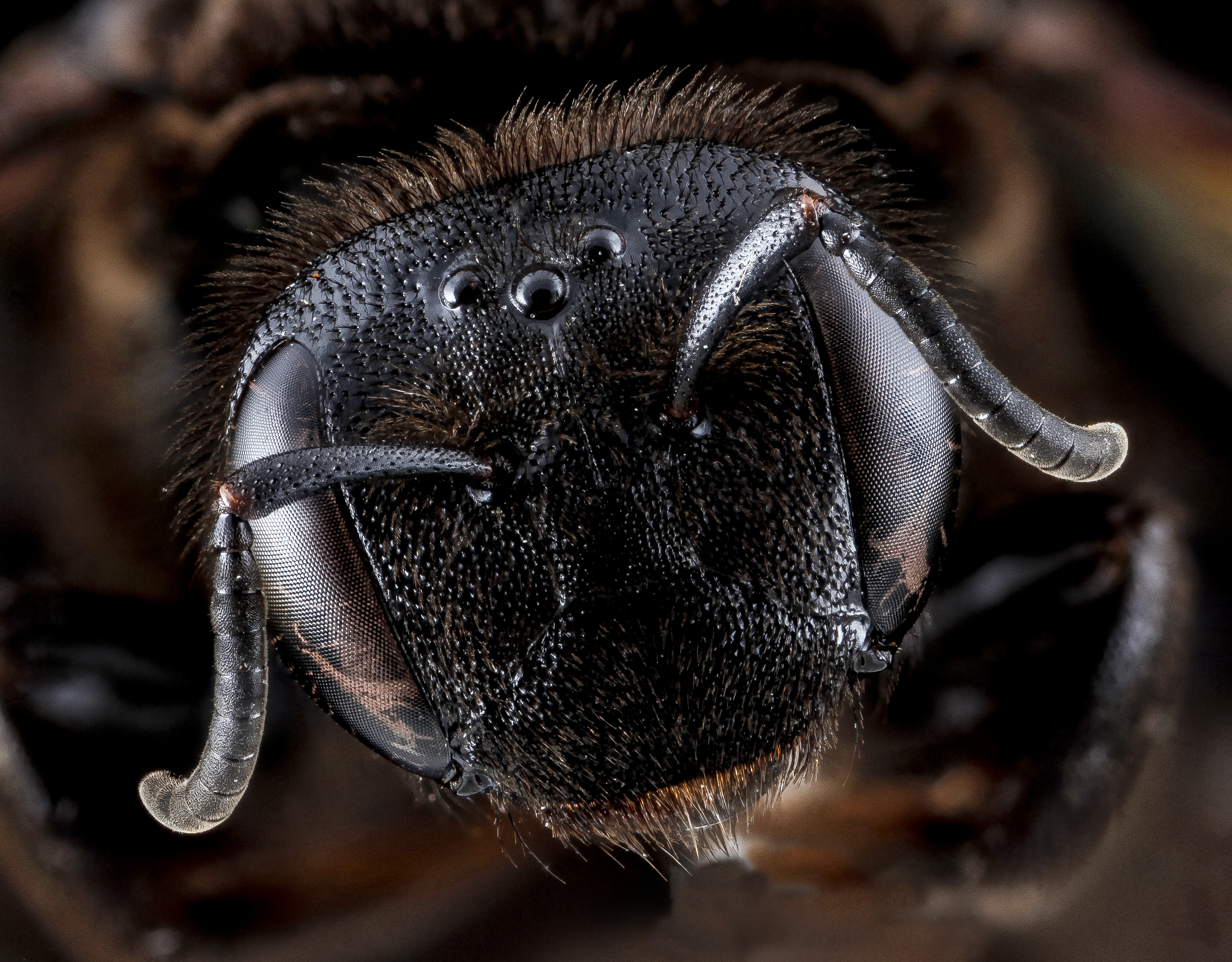